# Wintersburg (Arizona)
|  | Dieser Artikel wurde aufgrund von inhaltlichen Mängeln auf der Qualitätssicherungsseite des Projektes USA eingetragen. Hilf mit, die Qualität dieses Artikels auf ein akzeptables Niveau zu bringen, und beteilige dich an der Diskussion! Eine nähere Beschreibung der zu behebenden Mängel fehlt. |

Wintersburg ist ein Census-designated place im Maricopa County, Arizona, USA. Das U.S. Census Bureau hat bei der Volkszählung 2020 eine Einwohnerzahl von 51 ermittelt. 

## Geographie
Der Ort liegt 50 Meilen westlich von Phoenix und 15 Meilen westlich von Buckeye am Interstate 10. 
In Wintersburg befindet sich das Kernkraftwerk Palo Verde, das größte der Vereinigten Staaten.